# Cortabbio
Cortabbio (Cortábi nel dialetto locale) è una frazione geografica del comune italiano di Primaluna posta a nord del centro abitato verso Cortenova.

## Storia
Cortabbio fu un antico comune del Milanese.
Nel 1720 fu registrato come un villaggio di 329 abitanti, e nel 1786 entrò per un quinquennio a far parte della Provincia di Como, per poi cambiare continuamente i riferimenti amministrativi nel 1791, nel 1797 e nel 1798.
Portato definitivamente sotto Como nel 1801, alla proclamazione del regno d'Italia napoleonico nel 1805 risultava avere 438 abitanti. Nel 1809 il municipio fu soppresso su risultanza di un regio decreto di Napoleone che lo annesse per la prima volta a Primaluna, ma il Comune di Cortabbio fu tuttavia ripristinato con il ritorno degli austriaci. Nel 1853 risultò essere popolato da 472 anime, salite a 524 nel 1871. Nel 1921 si registrarono 450 residenti. Fu il regime fascista a decidere nel 1927 di sopprimere definitivamente il comune, unendolo nuovamente a Primaluna seguendo il precedente modello napoleonico.

## Chiese
La piccola frazione di Cortabbio nasconde al suo interno due autentici gioielli: la barocca chiesa di San Lorenzo e il santuario di Santa Maria Nascente, comunemente chiamato di "Maria Bambina". Quest'ultimo fu costruito in seguito ad un'apparizione mariana ad una sordomuta nel 1535.

### San Lorenzo
L'oratorio di Cortabbio fu citato per la prima volta nel Liber notitiae Sanctorum Mediolani (XIII sec.), ma la sua origine è molto più antica. Nel 1756, in occasione di lavori all'altare, fu infatti ritrovato, reimpiegato come pietra sacra, un blocco di marmo con iscrizione sepolcrale cristiana del 425, la più antica rinvenuta nel contado lombardo ed il primo reperto cristiano in Valsassina.
La lapide fu portata a Brescia nel 1760 dove entrò a far parte delle collezioni archeologiche municipali; nel 1960 l'epigrafe fu ricopiata sul paliotto marmoreo dell'ossario che si trova annesso alla chiesa, come in molti altri casi, sul lato destro della facciata. L'ossario fu interessato da lavori massicci nel 1661, nel 1703 e nel 1733, fu dipinto nel 1707 e fu completamente ricostruito nel 1750/1752 dai mastri Carlo Ossola e Giovanni De Pari della Valcuvia (VA) che in quegli anni realizzarono tutta la parte destra della chiesa con il campanile e la cappella dei Ss. Gaetano e Giuseppe. L'inferriata fu posta nel 1751 in sostituzione di quella realizzata nel 1746 da Battista Cattaneo. Questo ambiente, ultimo in Valsassina, conservò visibili fino a inizio novecento pitture macabre definite "medievali", ma opere del 1755 di Giovanni Battista Venini, coperte con uno strato di calce. Oggi l'unica emergenza decorativa è costituita dalla pala novecentesca della Pietà con la Madonna delle sette spade.
La facciata a capanna è caratterizzata dalla serliana a vetri policromi non figurati e dal sottostante portale litico con incisa sulla fronte la dedicazione "D(IVO).L(AURENTIO).M(ARTYRI)." e nell'intradosso il millesimo 1764 che coincide con la sua realizzazione (Carlo Fontana di Cerano d'Intelvi) e installazione (Francesco Capone di Cerentino in Vallemaggia (TI)). Nel timpano è ripetuta la dedicazione con pittura a secco. Probabilmente in quell'occasione furono chiuse le due finestre laterali aperte nel 1732.
La struttura interna è ad unica navata in due campate coperta da volta a botte con unghie terminante in presbiterio quadrangolare con identica copertura. Nonostante l'importanza raggiunta in diversi periodi dal borgo di Cortabbio, la sua chiesa principale di San Lorenzo è sempre dipesa dalla parrocchia di Primaluna. Come oratorio del paese, fino al XVIII sec. ospitò al suo interno sepolture, come le due realizzate nel 1608 per i confratelli della Scuola di S. Pietro martire  di Primaluna o quella svuotata nel 1703. Nel 1999 il tempio fu restaurato dal gruppo locale dell'Associazione Nazionale Alpini.
La controfacciata ospita due lapidi moderne, due piccole acquasantiere ed un dipinto raffigurante S. Lorenzo tra i Ss. Sisto e Apollinare con un angelo musicante, in origine collocato nel presbiterio come pala dell'altar maggiore e incorniciato nel 1715 da Pietro Pigazzi. Nella prima campata si trovano alcune opere plastiche novecentesche: le quattordici stazioni lignee della Via Crucis, realizzate in sostituzione di quelle del 1895, le due statue nelle nicchie raffiguranti la Madonna del Rosario con il Bambino a destra e S. Agnese a sinistra ed il confessionale. Quest'ultimo fu realizzato nel 1937 da Modesto Melesi con due angeli adattati da Antonio Monticelli e linee settecentesche volte probabilmente a riprendere quelle del suo predecessore realizzato nel 1721 da Battistino Selva di Primaluna.
Alla seconda campata nel settecento furono affiancate due cappelle laterali. La prima ad essere realizzata fu quella di sinistra, dedicata a S. Domenico, aggiunta ex novo nel 1711 da mastro Andrea Volpi di Narro. Il contratto di appalto dettagliava le caratteristiche di volta, tetto, arcone, pilastri e cornicioni, inferriata (dei fabbri Beri di Vimogno), scalini d'accesso, altare con due gradini per mettere i candelieri e cornici per i quadri. Le pregevoli decorazioni a stucco furono realizzate da Ambrogio Aliprandi (1713, arricchite dallo stesso nel 1734) riprendendo il partito decorativo dell'altare maggiore, mentre le tre tele, pala e due laterali furono dipinte da Carlo Filippo Vignati. La pala raffigura S. Domenico tra i Ss. Carlo e Francesco Saverio, ovvero il titolare della cappella riconoscibile dalla stella in fronte e dal cane con la candela tra il benemerito arcivescovo ambrosiano e il missionario gesuita. Le tele sulle pareti laterali rappresentano S. Caterina da Siena e S. Rosa da Lima, accomunate dall'appartenenza all'ordine fondato da S. Domenico. Il paliotto novecentesco è in seta damascata rossa con una croce al centro. Terminate le opere murarie l'intera navata fu imbiancata forse anche coprendo le decorazioni dipinte nel 1707.
La cappella in fronte, dedicata ai Ss. Gaetano e Giuseppe, fu realizzata nel 1750 durante i grandi lavori che interessarono la parte destra della chiesa. Gli stucchi furono probabilmente compiuti nel 1750 con l'intervento di Battista Gaggini. Nel 1759 Giuseppe Melesi pose l'inferriata, nel 1760 Sebastiano Bianchi il pavimento, fu dipinta la pala a olio su tela con la Madonna con il Bambino tra S. Giuseppe e S. Gaetano (attr. a Carlo Cartosio) e nel 1762 fu provvista la pietra sacra e la mensa fu benedetta. Altri quadri furono dipinti nel 1765 da Domenico Quaglio. Il paliotto novecentesco dipinto presenta un clipeo con dipinto S. Lorenzo con la palma e la graticola, strumento del suo martirio. Sulle pareti laterali sono: a destra una tela ritagliata della Morte di S. Giuseppe con Gesù e la Madonna di sapore settecentesco, e a sinistra le due immagini più diffuse dell'iconografia salesiana: un S. Giovanni Bosco di Paolo Giovanni Crida (1933) e una Maria Ausiliatrice tra Santi, copia seriale della pala della basilica torinese dell'Ausiliatrice dipinta da Tommaso Lorenzone nel 1868.
Il presbiterio conserva ancora oggi l'impianto barocco impresso dai grandi lavori della seconda metà del Seicento. Poche sono le tracce ei primi interventi: la trave di Orazio Selva (1661) e le pitture che Scipione Semino realizzò tra il 1669 ed il 1672 sopra il cornicione. In larga parte queste prime opere dovettero essere danneggiate dai lavori di ricostruzione del coro condotti nel 1678 che si conclusero nello stesso anno con la realizzazione dell'ancona in stucco con poderose colonne tortili binate che sostengono un imponente frontone sormontato da due angeli e delle decorazioni plastiche sulle pareti laterali operate da Giovanni Domenico Aliprandi. Contemporaneamente alle opere fisse furono provvisti e dorati i due Angeli ceroferari (1678) tuttora presenti sull'altare. Nel 1683 il pittore Giovanni Pietro Belli dipinse sette tele per il presbiterio: due, ora disperse, poste entro cornici appositamente realizzate da Giovanni Domenico Aliprandi (1683) ai lati dell'altare, il quadretto posto in cima dell'ancona con il Martirio di San Lorenzo e i quattro teleri. Questi ultimi raffigurano i Ss. Stefano e Vincenzo e la Madonna con il Bambino e i Ss. Giuseppe e Antonio da Padova a sinistra e le Ss. Agata, Apollonia e Lucia e San Sisto tra i Ss. Sebastiano e Rocco a destra.
L'insieme plastico e pittorico è una delle più nitide testimonianze del barocco valsassinese, altrove distrutte tra Otto e Novecento in onore al ritorno alla purezza delle linee. Invero anche questo presbiterio fu alterato in quegli anni con l'asportazione delle due tele verticali ai lati dell'ancona e la realizzazione, in luogo del trittico dipinto, di tre nicchie per ospitarvi le statue del Sacro Cuore al centro, di S. Lorenzo a sinistra e S. Giuseppe a destra. Al medesimo intervento può essere ascritta la ridipintura del lunettone soprastante con figure civili e militari parate alla romana che fanno da fondale al piccolo Martirio di S. Lorenzo che corona l'ancona.
L'arco trionfale mostra oggi una trave lineare con iscrizione e Crocifisso policromato che nel 1712 fu coperto con un telo, e due mensole laterali con le statue di S. Barbara, patrona dei minatori a sinistra, e di S. Antonio abate (1937), patrono dei lavoratori del ferro, a destra. La mensa fu interessata dai citati lavori del 1756, mentre il tabernacolo fu realizzato, sulla base di quello precedente (Ambrogio Aliprandi, 1715), nel 1941 in occasione del cinquantesimo anniversario della concessione di conservare in perpetuo il Ss. Sacramento. Deludenti paiono il coro ligneo e i marmi dell'altare maggiore: la mensa preconciliare ha paliotto tripartito con una triplice rosa dei venti e quella nuova reimpiega colonnine di balaustrata.
Una porta sulla parete destra del presbiterio conduce alla sacrestia costruita nel 1733 che conserva una armadio con confessionale (Giuseppe Melesi, 1743), un inginocchiatoio, un lavabo ed una tela con l'Apparizione di S. Gaetano, probabilmente parte del dittico dipinto dal comasco Carlo Cartosio nel 1784 per la cappella. Da questo ambiente si accede alla canna del campanile costruito nel 1750, sormontato da croce (1755) e dotato di orologio sostituito nel 1855 da Francesco Malugani di Barcone e rifatto nel 1964 dalla ditta Giovanni Frassoni di Rovato (BS). Il concerto di tre campane fu fuso da Giorgio Pruneri nel 1884 e reincastellato nel 1947.
La ricca documentazione sull'oratorio conservata nell'archivio parrocchiale di Primaluna fornisce preziose indicazioni sulla spoliazione di arredi sacri subita nell'ultimo secolo: numerose opere settecentesche che un tempo arricchivano il tempio sono andate disperse, come i paliotti (un set realizzato a Venezia nel 1749 e tre dipinti nel 1788), i quattro quadri grandi del 1707 fatti fare a Milano da mettere "sotto la ferrata" con il Martirio di San Bartolomeo, San Mauro, S. Antonio abate e San Bernardo, altri due quadri milanesi del 1709 di Sant'Apollinare, quello laterale della Trasfigurazione restaurato nel 1724 dal pittore Lemino e i due di San Lorenzo e di San Domenico nel coro del 1752.